# Fabio Melilli
Fabio Melilli (Poggio Moiano, 4 aprile 1958) è un politico italiano.
È stato presidente della Provincia di Rieti dal 2004 al 2012 e deputato alla Camera dal 2013 al 2022 per il Partito Democratico, di cui è stato segretario regionale nel Lazio dal 2014 al 2018.

## Biografia
Laureato in giurisprudenza, è stato segretario comunale a Petrella Salto, Fiamignano e Marcetelli, dirigente dell'Ancitel (società dell'Associazione Nazionale dei Comuni Italiani, che ha il compito di diffondere l'innovazione amministrativa e tecnologica e fornire consulenze agli enti locali), ha collaborato con Il Sole 24 Ore e con i principali quotidiani economici nazionali, con il Cnel, con numerosi Ministeri e con istituti di ricerca italiani ed europei. È stato direttore generale dell'Anci e presidente di Ancitel.
Esponente della Democrazia Cristiana, di cui è stato segretario provinciale e membro del Consiglio nazionale, è stato consigliere comunale, assessore comunale a Poggio Moiano e assessore della Comunità montana, sindaco di Poggio Moiano dal 23 aprile 1995 al 13 giugno 1999 e poi, rieletto per un secondo mandato, fino al 2004..

### Presidenza della provincia di Rieti
Nel 2002 aderisce a La Margherita di Francesco Rutelli, lista elettorale che divenne un partito, con cui alle elezioni amministrative del 2004 si candida alla presidenza della Provincia di Rieti, sostenuto da una coalizione di centro-sinistra formata da Democratici di Sinistra, La Margherita, Socialisti Democratici Italiani, Rifondazione Comunista, Comunisti Italiani, Federazione dei Verdi, Italia dei Valori e le liste Democrazia Europea, Cristiano Democratici ed Extra, risultando il candidato più votato al primo turno col 49,42% dei voti e accedendo al ballottaggio col candidato di centro-destra, nonché ex sindaco di Rieti, Antonio Cicchetti (47,26%), dove, ottenuto il sostegno di Alleanza Popolare - UDEUR, vince col 51,72% e sconfigge Cicchetti fermo al 48,28%, venendo eletto presidente della Provincia.
Nel novembre 2004 è stato eletto dall'Assemblea Generale, Presidente Nazionale dell'Unione delle Province d'Italia.
Durante il suo primo mandato da presidente della provincia di Rieti è sostenuto da:
- DS e Margherita poi PD
- SDI poi PS
- PRC
- Comunisti Italiani
- UDEUR

Il 24 febbraio 2009 Dario Franceschini, appena nominato segretario del PD dopo le dimissioni di Walter Veltroni dopo gli esiti negativo alle regionali sarde, lo nomina Responsabile con delega agli Enti locali nella nuova segreteria nazionale.
Alle elezioni provinciali del 2009 Melilli viene candidato alla presidenza della provincia da tutto il centrosinistra e, sebbene al primo turno chiuda in svantaggio (44,4% delle preferenze) dietro al candidato del centrodestra Felice Costini (45,0%), al ballottaggio riesce a raccogliere il 53,1% dei voti, che lo riconfermano presidente della provincia sabina.
In questo secondo mandato, le forze politiche che sostengono la giunta Melilli sono:
- Partito Democratico
- Italia dei Valori
- Rifondazione Comunista
- Comunisti Italiani
- Sinistra Unita
- Partito Socialista
- PSDI
- Rosa per l'Italia ( al primo turno sosteneva Ernesto Iacoboni)
- Lista Alleanza per Melilli
- Lista Insieme per lo sviluppo
- Lista Giovani idee
- Lista Comunità e territorio
- Lista Moderati per Melilli
- Lista Al centro della Provincia

Sotto la presidenza di Melilli, la provincia di Rieti adottò iniziative a favore della valorizzazione turistica del territorio quali il potenziamento del Cammino di Francesco e la realizzazione della Ciclovia della Conca Reatina; l'ente proseguì la ricerca di un accordo sul ristoro economico derivante dallo sfruttamento dell'Acquedotto del Peschiera da parte del comune di Roma, già avviata dalle giunte precedenti, e arrivò nel 2006 alla sottoscrizione di un accordo, che tuttavia fu disatteso dagli amministratori capitolini.
Nel campo della viabilità, la provincia realizzò numerosi interventi sulle strade provinciali, realizzando anche la nuova SP66 Poggio Moiano - Colle di Tora. La provincia decise inoltre di farsi carico del completamento della superstrada Rieti-Torano, riuscendo ad acquisire l'incarico dalla regione Lazio e ad ottenere il finanziamento necessario (il più consistente nella storia dell'ente); l'azione amministrativa di Melilli portò alla realizzazione di uno dei due lotti mancanti ma non del secondo e ultimo, dove la contrarietà degli abitanti della frazione Casette verso il progetto predisposto dalla provincia, e l'indisponibilità di quest'ultima a modificarlo, hanno portato alla mancata realizzazione dell'opera e, infine, alla restituzione dell'incarico dalla provincia alla regione.
Melilli si dichiarò invece scettico se non addirittura contrario al progetto di costruzione della ferrovia Rieti-Roma portato avanti dal governo Berlusconi II, ritenendo il tracciato inadeguato e troppo impattante; nel 2006 Melilli e il governatore Piero Marrazzo eliminarono la ferrovia dall'elenco delle infrastrutture prioritarie, contribuendo a far arenare definitivamente il progetto. Al posto della ferrovia, Melilli tentò di ottenere il raddoppio della strada statale Salaria tra Rieti e Roma, che riteneva più utile; tuttavia non riuscì nell'intento e l'opera si fermò alla progettazione preliminare. Riuscì invece ad ottenere l'istituzione di un treno Rieti-Roma passante per la ferrovia esistente via Terni, ma con tempo di percorrenza quasi doppio rispetto alla ferrovia diretta.
Il 29 luglio 2011 Melilli consegnò le sue dimissioni da Presidente della Provincia per protestare contro la gestione della crisi industriale della Ritel da parte del governo Berlusconi IV, chiedendo però al Segretario Generale di non protocollare la sua lettera di dimissioni.
Il 9 ottobre 2012 insieme ad altri Presidenti di Provincia annunciò le sue dimissioni da Presidente della Provincia di Rieti per protesta contro l'accorpamento ed il previsto commissariamento degli Enti provinciali operati dal Governo Monti e con la volontà manifesta di candidarsi alle Politiche del 2013, incarico per cui la legge prevede l'incompatibilità con quello di Presidente di Provincia. Il 26 ottobre 2012 Melilli decise di ritirare le dimissioni, motivando la sua decisione avendo saputo dal Governo che i Presidenti dell'Ente avrebbero avuto il ruolo di costruttori delle nuove provincie accorpate, nel caso specifico per guidare l'iter amministrativo di fusione con la Provincia di Viterbo.

### Elezione a deputato
Il 21 dicembre 2012 Melilli annuncia le sue dimissioni definitive motivando la nuova decisione con il fatto che la Provincia di Rieti è stata salvata, per partecipare alle primarie del Pd per il Parlamento la settimana successiva, a cui parteciperà grazie ad una deroga del Pd nazionale e di cui risulterà vincitore. Melilli risulterà candidato alla Camera dei Deputati con il quarto posto nella graduatoria delle liste per la circoscrizione Lazio 2.
Da deputato Melilli si è occupato di politica nazionale (è stato relatore della legge di stabilità 2016) così come del suo territorio (insieme a Marina Sereni, con un emendamento al cosiddetto "decreto del fare", riesce ad ottenere l'ultimo finanziamento necessario al completamento della superstrada Rieti-Terni).
Il 16 febbraio 2014, in seguito alla vittoria delle primarie, diviene segretario regionale del Partito Democratico, incarico che mantiene fino al 2018.
All'indomani del terremoto di Amatrice, collabora con il ministro Graziano Delrio ad un piano per il miglioramento della viabilità nel cratere, che prevede nuovamente la ferrovia Rieti-Roma e il raddoppio della Salaria.
Alle elezioni politiche del 2018 viene ricandidato alla Camera, tra le liste del Partito Democratico nel collegio plurinominale Lazio 2 - 01, venendo rieletto deputato.
Nel luglio 2019 viene nominato vicepresidente del gruppo parlamentare PD alla Camera dei Deputati.